# 2009 في الصومال
فيما يلي قائمة بأبرز الأحداث في الصومال في عام 2009:

## السياسة
- الرئيس: آدم محمد نور مدوبي (حتى 31 يناير) وشريف شيخ أحمد (ابتداء من 31 يناير)
- رئيس الوزراء: نور حسن حسين (حتى 14 فبراير) وعمر عبدالرشيد علي شرماركي (ابتداءً من 14 فبراير).

## الأحداث

### يناير
- 1 يناير - قراصنة صوماليون يهاجمون السفينة MV S Venus.[1][2]
- 2 يناير - إثيوبيا تسحب قواتها العسكرية من الصومال بعد عامين من مساعدة الحكومة الاتحادية الانتقالية في محاربة المتمردين.[3][4]
- 2 يناير - قراصنة صوماليون يختطفون السفينة MV Kriti Episkopi.
- 9 يناير - الإفراج عن ناقلة النفط السعودية سيريوس ستار بعد دفع فدية بلغت 3 ملايين دولار بعد 56 يومًا من الاختطاف.[5][6][7]
- 9 يناير - إطلاق سراح سفينة "إم في ديزاير" الإيرانية الحاملة للقمح وعلى متنها 25 من أفراد الطاقم.
- 10 يناير - انقلب قارب يحمل ثمانية قراصنة صوماليين من الناقلة العملاقة ام في سيريوس ستار في خليج عدن ، مما تسبب في مقتل خمسة وفقدان نصيبهم البالغ 3 ملايين دولار في صورة فدية.[8]
- 14 يناير - قراصنة صوماليون يفرجون عن سفينتين قبالة سواحل شرق إفريقيا .
- 16 يناير - قراصنة صوماليون يفرجون عن سفينة الشحن الدنماركية CEC Future بعد تلقيهم فدية.[9]
- 23 يناير - تلقى طاقم سفينة الشحن الصينية Zhenhua 4 المكون من 30 رجلاً 10 آلاف دولار أمريكي لكل منهم بعد صد محاولات قراصنة صوماليين لاختطافها في خليج عدن.[10]
- 24 يناير - مقتل 14 مدنيا في هجوم انتحاري بسيارة ملغومة استهدف قوات حفظ السلام التابعة للاتحاد الافريقي في مقديشو.
- 29 يناير - قراصنة صوماليون يختطفون ناقلة النفط الألمانية إم في لونجشامب في خليج عدن.
- 30 يناير: انهيار الحكومة الاتحادية الانتقالية في الصومال بعد سيطرة حركة الشباب على بيدوا العاصمة المؤقتة.[11]
- 31 يناير - انتخاب شريف شيخ أحمد رئيسا للصومال.[12][13][14]

### فبراير
- 4 فبراير - مقتل مدير إذاعة هورن أفريك المستقلة في الصومال سعيد تهليل أحمد في مقديشو.
- 5 فبراير - قراصنة صوماليون يطلقون سراح السفينة الأوكرانية MV Faina بعد دفع فدية قدرها 3.2 مليون دولار أمريكي.
- 6 فبراير - قراصنة صوماليون يفرجون عن السفينة MV Blue Star وطاقمها المكون من 28 مصريًا بعد تلقيهم فدية.
- 22 فبراير - أودى هجوم انتحاري نفذته حركة الشباب بحياة 11 شخصًا على الأقل وأسفر عن إصابة 15 آخرين من قوات حفظ السلام البوروندية في قاعدة عسكرية تابعة للاتحاد الأفريقي في مقديشو.
- 22 فبراير - قراصنة صوماليون يختطفون السفينة اليونانية سالدانها في خليج عدن.[15][16]
- 24 فبراير - مقتل ما لا يقل عن 15 شخصاً وإصابة 90 آخرين في معركة جنوب مقديشو .
- 26 فبراير - البحرية الصينية والبحرية الدنماركية تنقذان السفن التجارية الإيطالية والصينية من قراصنة صوماليين في خليج عدن.
- 27 فبراير - أحبطت البحرية الصينية والبحرية الدنماركية هجمات القراصنة الصوماليين على السفن التجارية الإيطالية والصينية في خليج عدن.

### مارس
- 3 مارس - الفرقاطة الألمانية راينلاند بفالز تحبط هجوما للقراصنة الصوماليين على سفينة حاويات ألمانية في خليج عدن.[17]
- 4 مارس - سفينة بالمورال السياحية التابعة لفريد أولسن تنجو من هجوم للقراصنة الصوماليين في خليج عدن.[18]
- 5 مارس - قراصنة صوماليون يطلقون سراح سفينة ام في بلو ستار المصرية.
- 6 مارس - الاتحاد الأوروبي ينقل إلى كينيا قراصنة صوماليين مشتبه بهم تم أسرهم خلال عملية أتالانتا.[19][20]
- 18 مارس - قراصنة صوماليون يختطفون سفينة صيد ايرانية في خليج عدن.
- 21 مارس - قراصنة صوماليون يختطفون سفينة الشحن الهندية رفيقي.
- 22 مارس - قراصنة صوماليون يفرجون عن سفينة الشحن الهندية رفيقي بعد يوم من اختطافها.[21]
- 23 مارس - سفينة شحن يابانية تهرب من قراصنة صوماليين في خليج عدن.
- 26 مارس - قراصنة صوماليون يختطفون سفنا من جزيرة مان واليونان وسيشل في حين نجحت ثلاث سفن أخرى في الإفلات من القراصنة.
- 31 مارس - القبض على سبعة قراصنة صوماليين بعد مهاجمتهم عن طريق الخطأ إف جي إس سبيسارت التابعة للبحرية الألمانية في خليج عدن.

### أبريل
- 4 ابريل - قراصنة صوماليون يختطفون اليخت الفرنسي تانيت 32 كم قبالة الساحل الصومالي.
- 6 أبريل - قراصنة صوماليون يختطفون خمس سفن من المملكة المتحدة وتايوان وألمانيا وفرنسا واليمن .
- 8 أبريل - قراصنة صوماليون يختطفون سفينة الحاويات الدنماركية إم في ميرسك ألاباما في المحيط الهندي .
- 9 أبريل - فرنسا وألمانيا ينفذان عملية عسكرية لاستعادة اليخت الفرنسي تانيت.
- 11 أبريل - البحرية الفرنسية تنقذ أربعة رهائن وتقتل اثنين من القراصنة الصوماليين على متن يخت تانيت في خليج عدن.
- 12 أبريل - إنقاذ الكابتن ريتشارد فيليبس من السفينة MV Maersk Alabama ، التي اختطفها قراصنة صوماليون.
- 13 أبريل - ممثل الولايات المتحدة دونالد إم. باين يتعرض لقصف بقذائف الهاون في مطار آدم عبد الله الدولي في الصومال.
- 14 أبريل - قراصنة صوماليون يختطفون السفينة MV Irene اليونانية و MV Sea Horse اللبنانية . كما حاولوا اختطاف السفينة MV Safmarine Asia . [22]
- 15 ابريل - البحرية الفرنسية تعتقل 11 قرصانا صوماليا في خليج عدن.
- 18 أبريل - سفينة HMCS وينيبيغ الكندية وحاملة الطائرات الأمريكية يو إس إس هاليبيرتون تحبطان هجوم قراصنة صوماليين على ناقلة نفط نرويجية.
- 18 أبريل - فيلق كوماندوترويبن الهولندي ينقذ 20 رهينة يمني من قراصنة صوماليين في خليج عدن.
- 20 أبريل - قراصنة صوماليون يطلقون سراح MV Sea Horse ، مقابل فدية قدرعا 100000 دولار أو أقل. [23]
- 25 ابريل - قراصنة صوماليون يخطفون إم في باتريوت الالمانية ويطلقون سراح سفينة يونانية.
- 26 أبريل - أحبطت السفينة السياحية إم إس سي ميلودي هجومًا شنه قراصنة صوماليون في خليج عدن.
- 26 أبريل - القراصنة الصوماليون يستولون على السفينة إم في قانا إلا أن اليمن تستعيدها وتعتقل 11 قرصانًا وتقتل 3. [24] [25] كما أنقذت القوات اليمنية ثلاث ناقلات نفط أخرى.
- 28 أبريل - المدمرة الروسية الأدميرال بانتيليف تعتقل 29 من القراصنة الصوماليين المشتبه بهم في خليج عدن.
- 30 أبريل - سفينة الشحن الإيطالية جولي سميرالدو تفلت من محاولة اختطاف قام بها قراصنة صوماليون.

### مايو
- 1 مايو - الفرقاطة البرتغالية كورتي ريال تصادر متفجرات من قراصنة صوماليين خلال محاولة اختطاف.
- 2 مايو - اختطف قراصنة صوماليون ناقلة البضائع السائبة إم في أريانا في المحيط الهندي.
- 3 مايو - ألقت الفرقاطة البحرية الفرنسية نيفوس القبض على 11 قرصانا صوماليا.
- 4 مايو - مدمرة تابعة للبحرية الكورية الجنوبية تنقذ سفينة شحن كورية شمالية من أيدي قراصنة صوماليين.
- 6 مايو - قراصنة صوماليون يخطفون إم في فيكتوريا الالمانية ويطلقون سراح إم في ميزان الاماراتية.[26]
- 7 مايو - قراصنة صوماليون يخطفون السفينة إم في ماراثون الهولندية ويهاجمون سفينتا الشحن لويس وكلارك التابعتين للبحرية الأمريكية.
- 12 مايو - أسفرت معركة دارت بين الحكومة الفيدرالية واتحاد المحاكم الإسلامية عن مقتل ما لا يقل عن 123 شخصا في مقديشو.
- 13 مايو - ذكرت الأمم المتحدة أن الصومال يشهد أسوأ موجة جفاف منذ التسعينيات.
- 14 مايو - ألقت المدمرة البحرية الكورية الجنوبية مومو ذا جريت والطراد البحري الأمريكي جيتيسبرج القبض على 17 قراصنة صومالي مشتبه بهم في خليج عدن.
- 17 مايو - حركة الشباب تستولي على جوهر من الحكومة الاتحادية الانتقالية.
- 18 مايو - الصومال يطلب مساعدة دولية لتشكيل قوة لخفر السواحل لمكافحة القرصنة.
- 19 مايو - قوات الدفاع الوطني الإثيوبية تعود إلى الصومال.
- 19 مايو - قراصنة صوماليون يفرجون عن سفينة الشحن الألمانية إم في باتريوت.
- 20 مايو - مقتل ثلاثة مدنيين خلال قتال بين مسلحين إسلاميين وبعثة الاتحاد الأفريقي في مقديشو.
- 22 مايو - مقتل ما لا يقل عن 36 شخصا في معركة مقديشو بين الحكومة الاتحادية الانتقالية والإسلاميين في مقديشو.
- 25 مايو - الرئيس الصومالي شريف شيخ احمد يطلب مساعدات دولية في محاربة المسلحين الإسلاميين.
- 26 مايو - البحرية السويدية تعتقل سبعة قراصنة صوماليين خلال محاولة خطف سفينة يونانية.
- 27 مايو - دمرت سفينة حربية لمكافحة القرصنة سفينة صيد يمنية في البحر الأحمر ما أسفر عن مقتل شخصين على الأقل.

### يونيو
- 2 يونيو - منظمة أوكسفام الدولية تصف الأزمة الإنسانية في الصومال بأنها "رهيبة للغاية".
- 6 يونيو - مقتل ما لا يقل عن 36 شخصا خلال معارك بين الحكومة الفيدرالية الانتقالية والمسلحين الإسلاميين في وبحو.
- 7 يونيو - مقتل مدير إذاعة شبيلي مختار محمد هِرابي في مقديشو.